# Karas (Syria)
Karas (arab. قراص) – miejscowość w Syrii, w muhafazie Aleppo. W 2004 roku liczyła 3326 mieszkańców.